# Judenbühel

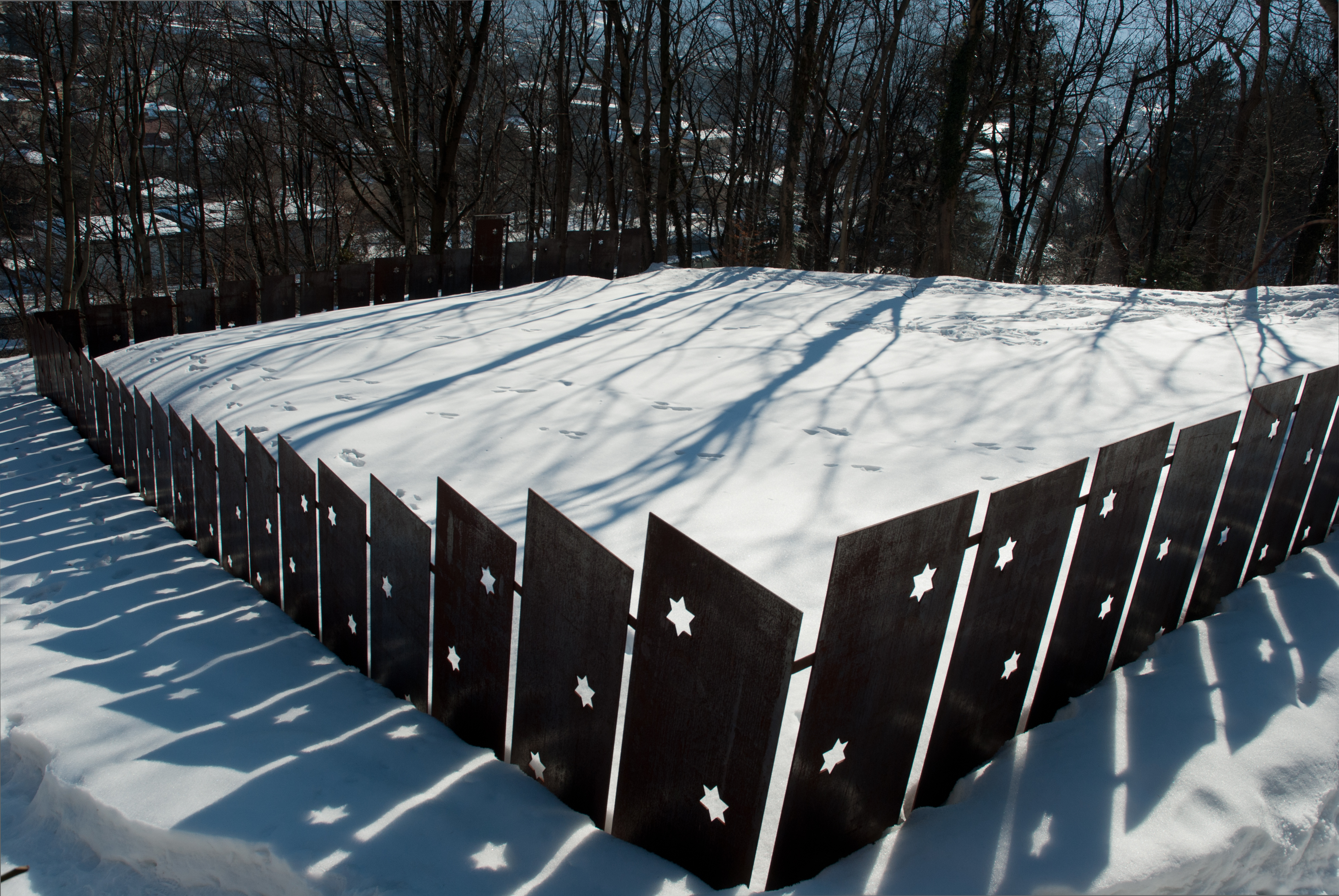
Ehemaliger Friedhof, jetzige Gedenkstätte am Judenbühel

Der Judenbühel ist eine kleine Erhebung am Abhang der Nordkette unterhalb der Hungerburg in Innsbruck (Stadtteil Mühlau). Auf ihm befand sich bis 1864 der jüdische Friedhof von Innsbruck, an den heute eine Gedenkstätte erinnert. Der ehemalige Friedhof steht unter Denkmalschutz.

## Geschichte des Friedhofs
Vermutlich siedelten sich im 13. Jahrhundert die ersten jüdischen Familien in Innsbruck an, die Gemeinde blieb aber stets relativ klein. Im frühen 16. Jahrhundert entstand eine eigene jüdische Begräbnisstätte auf dem heutigen Judenbühel, die 1503 erstmals erwähnt wurde. 1598 erhielt Samuel May, ein in Innsbruck ansässiger Jude, die Erlaubnis, seine Nachkommen auf dem Bühel, wo „der Juden alte Grabstätte war“, beerdigen zu lassen. Jahrhundertelang wurden die jüdischen Einwohner der Stadt dort beigesetzt. Es war ein abgelegener Ort weit außerhalb der damaligen Stadt und im Winter schwer zugänglich. Die Toten wurden mit einem Wagen bis zum Badhaus in Mühlau gebracht, von wo sie über einen schmalen Feldweg zum Judenbühel getragen wurden.

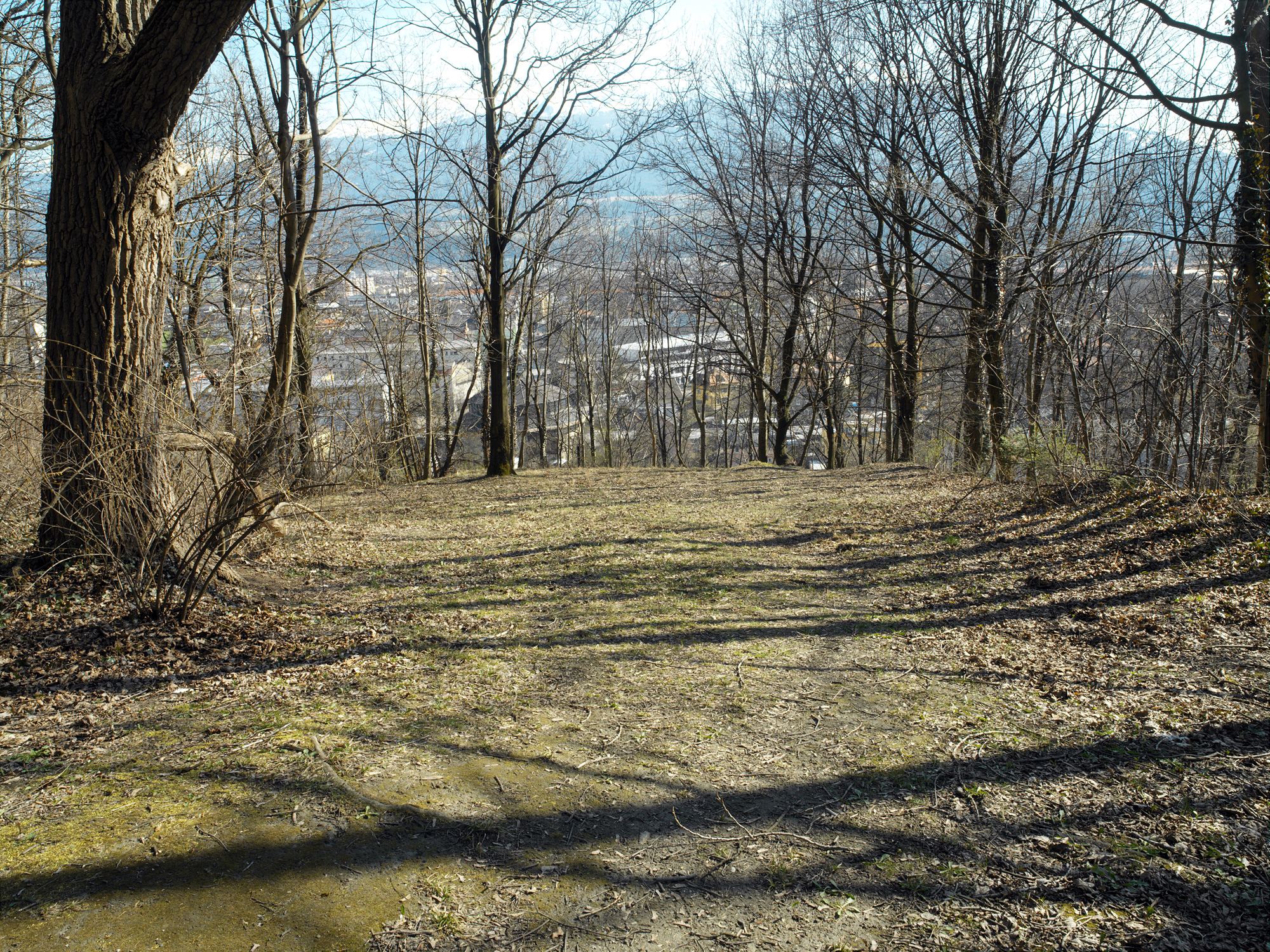
Der Alte Jüdische Friedhof von Innsbruck vor der archäologischen Erforschung der Umfassungsmauern

Der Friedhof wurde 1861 und 1863 zwei Mal geschändet und die Grabsteine umgeworfen oder zerstört. Die israelitische Kultusgemeinde bat daraufhin die Behörden um ein besser gelegenes Areal für einen Friedhof, was ihr 1864 am städtischen Westfriedhof zur Verfügung gestellt wurde. Da die Juden wie alle anderen Bürger eine Friedhofssteuer entrichten mussten, übernahm die Stadt die Kosten zur Errichtung des neuen jüdischen Friedhofs. 1864 wurden am Judenbühel die letzten Verstorbenen beigesetzt, die Gräber wurden in der Folge vom alten in den neuen jüdischen Friedhof verlegt. 1880 wurde die Mauer des alten Friedhofs eingerissen und der Platz eingeebnet, seine Bedeutung geriet allmählich in Vergessenheit. Unter den Nationalsozialisten wurde der Hügel schließlich in Spitzbühel umbenannt.
Ab 2007 wurde, unter anderem auf Initiative von Altbischof Reinhold Stecher, der alte jüdische Friedhof erforscht und eine Gedenkstätte errichtet. Archäologen stellten die genaue Lage des Friedhofs fest, indem sie in Grabungen die ursprünglichen Umfassungsmauern freilegten. Die neue Gedenkstätte wurde am 16. Juli 2009 von Oberrabbiner Paul Chaim Eisenberg im Beisein von Reinhold Stecher, Bischof Manfred Scheuer, Landtagspräsident Herwig van Staa und Bürgermeisterin Hilde Zach gesegnet.

## Gedenkstätte

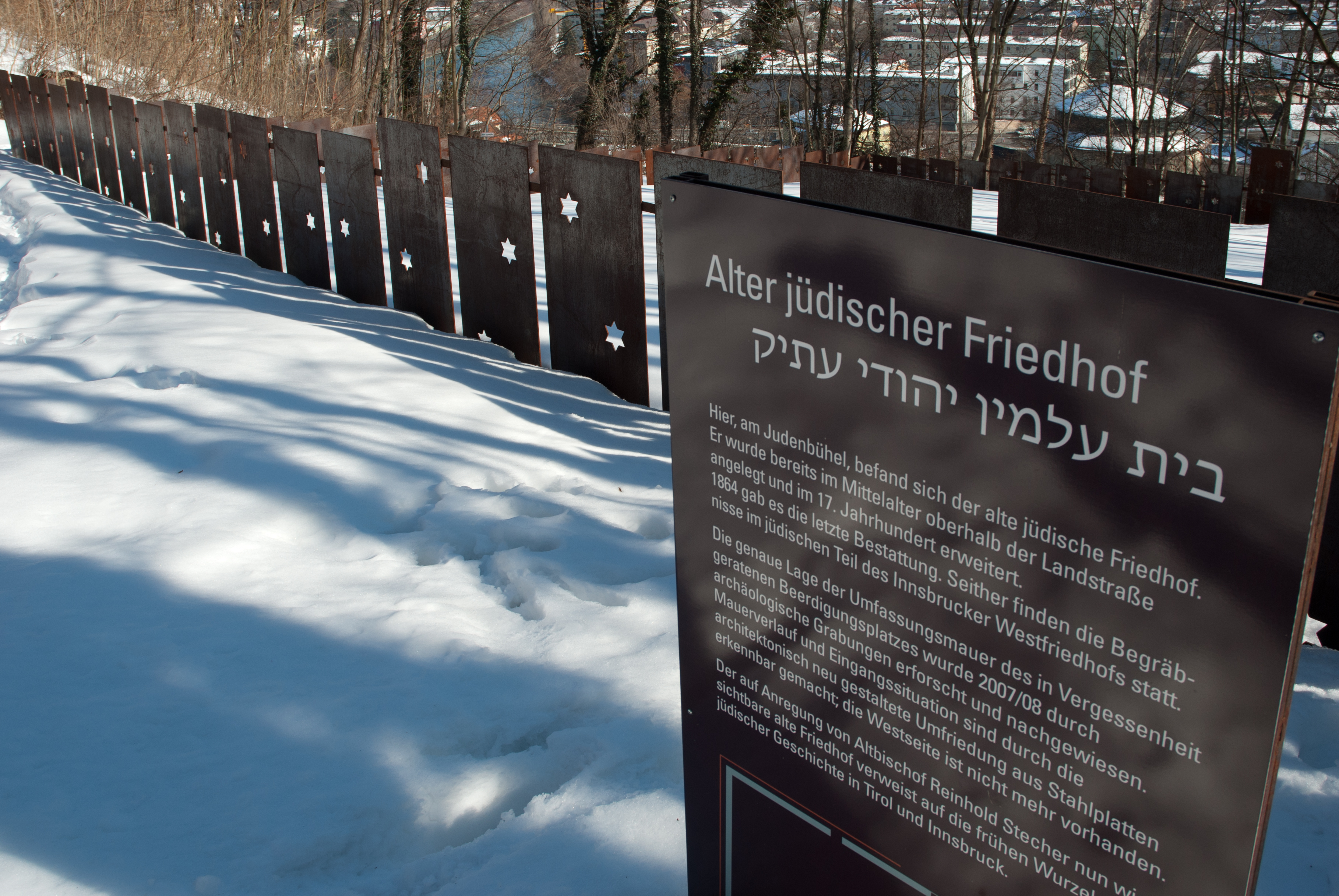
Gedenktafel

Die 2009 eingeweihte Gedenkstätte wurde von den Vorarlberger Architekten Ada und Reinhard Rinderer gestaltet. Rötlich-braune, mit Davidsternen versehene Stahlplatten markieren den Verlauf der alten Friedhofsmauer. Die Platten umfassen den Platz auf drei Seiten, auf der Westseite geht das Gelände in einen leichten Abhang über. An der Stelle des ehemaligen Eingangs auf der Südseite befindet sich eine symbolische Tür. Eine Gedenktafel weist auf die Geschichte des Friedhofs hin.